# Grupo Popular
El Grupo Popular (oficialmente; Grupo Popular, S.A.) es un conglomerado grupo empresarial de la República Dominicana y su principal actividad es la banca comercial. Fue fundado en 1974 por Alejandro Enrique Grullón Espaillat. El grupo posee varias empresas, entre ellas el Banco Popular, el banco privado más grande del país, y AFP Popular, la Administradora de Fondos de Pensiones más grande de la nación. Actualmente el presidente del consejo de administración es Manuel Alejandro Grullón Viñas.
El Grupo Popular es la empresa más valiosa de República Dominicana, ganando varios reconocimientos como la compañía más admirada de ese país durante 10 años consecutivos.

## Historia
En 1962 Alejandro Grullón (fallecido en 2020) creó el Banco Popular, esta fue la única empresa hasta abril de 1974, cuando puso en marcha la Compañía Tenedora Popular. Esta última pasó a llamarse Grupo Financiero Popular en 1981.
En 1983 el Grupo Financiero Popular inauguró Popular Bank, LTD en Panamá, siendo esta una de sus principales empresas y la primera en el extranjero.
En la década de los 80 la comunicación telefónica aún estaba en expansión y dado el crecimiento de la empresa, esta decidió, en 1987, crear Telebanco Popular, una central telefónica destinada a dar asistencia a los clientes del grupo.
En 1992 se crea la compañía Inversiones Popular, como la bolsa y mercado de valores filial del Grupo Financiero Popular.
Ese mismo año el Grupo Popular inauguró la Torre Popular de 53 metros de altura, donde instalaría sus 5 oficinas principales.
En 1998 el Grupo pone en marcha el proyecto Autoferia Popular, una iniciativa para que los ciudadanos puedan financiar vehículos con bajos intereses. Este mismo año inicia sus operaciones la Administradora de Fondos de Pensiones Popular, S.A. (AFP Popular), que en aquella época fue la primera administradora de pensiones del país.
En 2012 el grupo crea la empresa Administradora de Fondos de Inversiones Popular, S.A., así como Fiduciaria Popular y Servicios Digitales Popular, esta última en 2013.
En 2014 el Grupo Popular incorpora la Fundación Popular como la entidad responsable de la agenda social del grupo.
El 6 de septiembre de 2023 el Grupo Popular anunció la adquisición de GCS International, una compañía tecnológica dedicada al procesamiento a gran escala de transacciones financieras.

## Empresas
El Grupo Popular posee varias empresas, todas dedicadas a la gestión financiera:
- Banco Popular Dominicano[43]
- AFP Popular[44]
- Fiduciaria Popular[45]
- Popular Bank, LTD (filial de Panamá)[46]
- Servicios Digitales Popular[47]
- Infocentro[48]
- Fundación Popular (dirige las acciones de Responsabilidad Social del Grupo Popular)[49]
- Qik Banco Digital Dominicano[50]
- Administradora de Fondos de Inversiones Popular, S.A. ( AFI)[51]
- Inversiones Popular, S.A.[52]
- GCS International[53]